# Школа № 950
Школа № 263 — общеобразовательное учреждение, расположенное в районе Отрадное Северо-Восточного административного округа Москвы. С 2014 года — структурное подразделение № 5 школы № 950.

## История
Школа № 263 была основана в 1979 году. С 1999 года является городской экспериментальной площадкой по теме «Модель класса, спрофилированного на вуз». В 2002 году в школе появились лицейские классы. С 1992 года школа сотрудничает с МГСУ, для учащихся лицейских 10 и 11 классов занятия по математике и физике ведут профессора вуза. С 1999 года школа имеет договор с МГПУ, согласно которому на базе 10 и 11 классов создан гуманитарный класс, где школьников готовят к поступлению на юридический факультет.
Образовательные достижения в школе достаточно невысокие, в общемосковском рейтинге школ она находилась в конце 13-й сотни. Школа № 263 является малокомплектной, в начале 2010-х годов в школе обучалось около 400 учеников.
В 2011 году школа № 263 оказалась в центре скандала, когда сдавать ЕГЭ вместо учеников приходили студенты Физтеха. После этого скандала в школе сменилось три директора.
3 февраля 2014 года ученик 10 класса школы, вооружившись карабином Browning, взял в заложники своих одноклассников и застрелил учителя географии и сотрудника МВД России. Это был первый случай школьной стрельбы в России.
В рейтинге учебных заведений Москвы по безопасности, составленном газетой «Московский комсомолец» летом 2014 года, школа заняла последнее место.
1 сентября 2014 года школа № 263 была объединена со школой № 950.